# Huanghetitan
 Huanghetitan  (“titan del Huáng Hé”) es un género representado con dos especies de dinosaurios saurópodos titanosaurianos, que vivieron a mediados del período Cretácico, hace aproximadamente entre 125 a 89 millones de años, entre el Aptiense al Cenomaniense en lo que hoy es Asia. El nombre genérico hace referencia al Río Amarillo, que en chino es Huáng Hé.
La especie tipo, Huanghetitan liujiaxiaensis, fue descrita por You et al. en 2006. Es conocida por material fragmentario que incluye dos vértebras caudales, un sacro casi completo, partes de costillas, porciones del hombro izquierdo, encontrados en el este de los bajos de Lanzhou (grupo Hekou) en la provincia de Gansu en el año 2004. Es un titanosauriano basal que vivo en lo que es hoy Gansu, China. De mediano tamaño, se calcula que llegó a medir alrededor de los 15 metros de largo, siendo contemporáneo del iguanodóntido Lanzhousaurus. La segunda especie, Huanghetitan ruyangensis, fue descrita en 2007 a partir de fósiles encontrados en la Formación Magchuan del Condado de Ruyang, Provincia de Henan, también China. Un reciente análisis cladístico ha encontrado que esta especie muy probablemente no está relacionada con H. liujiaxiaensis e incluso requiera un nuevo nombre de género.  Es conocido a partir de restos de la columna vertebral (6 sacras y 10 caudales) y varias costillas, con un largo aproximado de 3 metros, indicando que tenía las cavidades de cuerpo más profundas de cualquier dinosaurio conocido y debió medir alrededor del doble de la especie tipo, cerca de los 30 metros de largo. En 2007, Lu et al. Ha propuesto una nueva familia para incluir a Huanghetitan, llamándola Huanghetitanidae, pero esta familia resultó polifilética por Mannion et al..